# Хлорид тория(IV)
Хлори́д то́рия(IV) (тетрахлорид тория) — бинарное неорганическое соединение, соль металла тория и соляной кислоты с формулой ThCl4, бесцветные (белые) кристаллы, хорошо растворимые в воде, образует кристаллогидраты. Используется как промежуточный продукт при получении тория.

## Получение
- В промышленности получают действием хлора на диоксид тория в смеси с коксом или углем при 400—500 °C.

- Действие хлора на металлический торий:

{\displaystyle {\mathsf {Th+2Cl_{2}\ {\xrightarrow {450-500^{o}C}}\ ThCl_{4}}}}
- Действие царской водки на металлический торий:

{\displaystyle {\mathsf {3Th+4HNO_{3}+12HCl\ {\xrightarrow {}}\ 3ThCl_{4}+4NO\uparrow +8H_{2}O}}}
- Реакция соляной кислоты с металлическим торием, оксидом или гидроксидом тория:

{\displaystyle {\mathsf {Th+4HCl\ {\xrightarrow {}}\ ThCl_{4}+2H_{2}\uparrow }}}
{\displaystyle {\mathsf {ThO_{2}+4HCl\ {\xrightarrow {}}\ ThCl_{4}+2H_{2}O}}}
{\displaystyle {\mathsf {Th(OH)_{4}+4HCl\ {\xrightarrow {}}\ ThCl_{4}+4H_{2}O}}}

## Физические свойства
Хлорид тория(IV) образует бесцветные (белые) кристаллы тетрагональной сингонии, пространственная группа I 4/amd, параметры ячейки a = 0,8473 нм, c = 0,7468 нм, Z = 4, d = 4,59 г/см3.
Хорошо растворяется в холодной воде с сильным гидролизом по катиону. Гигроскопичен.
Растворим в этаноле, других низших спиртах, диэтиловом эфире и других эфирах, ацетоне. Не растворим в жидких хлоре, сероуглероде, тетрахлорметане, бензоле.
Образует кристаллогидраты состава ThCl4·n H2O, где n = 2, 4, 7—12.

## Химические свойства
- Кристаллогидрат при нагревании разлагается:

{\displaystyle {\mathsf {ThCl_{4}\cdot 8H_{2}O\ {\xrightarrow {200-300^{o}C}}\ ThCl_{2}O+2HCl+7H_{2}O}}}
{\displaystyle {\mathsf {ThCl_{4}\cdot 8H_{2}O\ {\xrightarrow {650-750^{o}C}}\ ThO_{2}+4HCl+6H_{2}O}}}
- Реагирует с горячей водой:

{\displaystyle {\mathsf {ThCl_{4}+H_{2}O\ {\xrightarrow {100^{o}C}}\ ThCl_{2}O\downarrow +2HCl}}}
- Реагирует с щелочами:

{\displaystyle {\mathsf {ThCl_{4}+4NaOH\ {\xrightarrow {}}\ Th(OH)_{4}+4NaCl}}}
- При сплавлении с хлоридами щелочных металлов образует комплексные соли:

{\displaystyle {\mathsf {ThCl_{4}+2KCl\ {\xrightarrow {700-800^{o}C}}\ K_{2}[ThCl_{6}]}}}
- Реагирует с щелочными металлами с восстановлением металлического тория:

{\displaystyle {\mathsf {ThCl_{4}+4Na\ {\xrightarrow {500^{o}C}}\ Th+4NaCl}}}